# Indonesia Open 2004
Die Indonesia Open 2004 waren eines der Top-10-Turniere im Badminton in Asien. Sie fanden vom 13. bis 19. Dezember in Jakarta statt. Das Preisgeld betrug 250.000 US$.

## Sieger und Platzierte
| Disziplin    | Gold                            | Silber                    | Bronze                            |
| ------------ | ------------------------------- | ------------------------- | --------------------------------- |
| Herreneinzel | Taufik Hidayat                  | Chen Hong                 | Lin Dan                           |
| Herreneinzel | Taufik Hidayat                  | Chen Hong                 | Bao Chunlai                       |
| Dameneinzel  | Xie Xingfang                    | Eriko Hirose              | Salakjit Ponsana                  |
| Dameneinzel  | Xie Xingfang                    | Eriko Hirose              | Tracey Hallam                     |
| Herrendoppel | Alvent Yulianto Luluk Hadiyanto | Cai Yun Fu Haifeng        | Chew Choon Eng Choong Tan Fook    |
| Herrendoppel | Alvent Yulianto Luluk Hadiyanto | Cai Yun Fu Haifeng        | Eng Hian Flandy Limpele           |
| Damendoppel  | Yang Wei Zhang Jiewen           | Zhang Dan Zhang Yawen     | Ha Jung-eun Lee Kyung-won         |
| Damendoppel  | Yang Wei Zhang Jiewen           | Zhang Dan Zhang Yawen     | Du Jing Yu Yang                   |
| Mixed        | Zhang Jun Gao Ling              | Robert Blair Natalie Munt | Koo Kien Keat Wong Pei Tty        |
| Mixed        | Zhang Jun Gao Ling              | Robert Blair Natalie Munt | Hendri Kurniawan Saputra Li Yujia |

## Finalresultate
| Disziplin    | Sieger                          | Finalist                  | Ergebnis     |
| ------------ | ------------------------------- | ------------------------- | ------------ |
| Herreneinzel | Taufik Hidayat                  | Chen Hong                 | 15–10, 15–11 |
| Dameneinzel  | Xie Xingfang                    | Eriko Hirose              | 11–8, 11–0   |
| Herrendoppel | Luluk Hadiyanto Alvent Yulianto | Fu Haifeng Cai Yun        | 15–8, 15–11  |
| Damendoppel  | Yang Wei Zhang Jiewen           | Zhang Dan Zhang Yawen     | 15-10, 15-5  |
| Mixed        | Zhang Jun Gao Ling              | Robert Blair Natalie Munt | 15–9, 15–9   |

## Herreneinzel

### Qualifikation
- Siswanto Teguh –  Yordan Ziko: 15-3 / 15-6
- Rezandra Putra Hardita –  Ade Riyadi: 15-4 / 15-11
- Siswanto Teguh –  Suwardi: 15-7 / 15-5
- Sigit Wahyudi –  Harry Hartono: 15-5 / 15-4
- Sakti Kusuma –  Prakasa Setiya: 16-17 / 15-9 / 15-3
- Indra Bagus Ade Chandra –  Benny Jo Putra: 15-11 / 15-4
- Mohammad Ahsan –  Bandar Sigit Pamungkas: 15-4 / 15-13

### Hauptrunde
- Lin Dan –  Yeoh Kay Bin: 15-5 / 15-6
- Zhang Yang –  Endra Kurniawan: 15-4 / 15-6
- Sairul Amar Ayob –  Shoji Sato: 15-7 / 15-6
- Andre Kurniawan Tedjono –  Sho Sasaki: 11-15 / 15-12 / 15-13
- Pei Wee Chung –  Wisnu Haryo Putro: 15-6 / 15-11
- Wong Choong Hann –  Marleve Mainaky: 15-11 / 12-15 / 15-5
- Tommy Sugiarto –  Indra Bagus Ade Chandra: 15-3 / 15-1
- Taufik Hidayat –  Sigit Wahyudi: 15-2 / 15-7
- Yohan Hadikusumo Wiratama –  Herry Setiawan: 15-3 / 15-3
- Chen Yu  –  Ali Rasmara: 15-5 / 15-2
- Kennevic Asuncion –  Agus Setiawan: 17-16 / 15-9
- Simon Santoso –  Ng Wei: 15-5 / 15-3
- Taufiq Hidayat Akbar –  Mohammad Ahsan: 15-5 / 15-9
- Firmansyah –  Davin Prawissa: 8-15 / 15-6 / 15-7
- Muhammad Hafiz Hashim –  Jeffer Rosobin: 15-8 / 15-12
- Kuan Beng Hong –  Ari Yuli Wahyu Hartanto: 15-2 / 15-4
- Park Sung-hwan –  Agung Susilo: 15-2 / 15-2
- Raju Rai –  Didik Purwanto: 15-6 / 17-14
- Lee Chong Wei –  Roy Purnomo: 15-5 / 15-1
- Siswanto Teguh –  Chan Yun Lung: 15-13 / 15-2
- Chen Jin –  Hidetaka Yamada: 15-11 / 15-5
- Hariawan –  Ian Jovi Rien: 15-8 / 15-5
- Chen Hong –  Budi Santoso: 15-4 / 15-11
- Alamsyah Yunus –  Sakti Kusuma: 15-9 / 15-4
- Agus Hariyanto –  Khrishnan Yogendran: 15-10 / 12-15 / 17-16
- Sony Dwi Kuncoro –  Nathan Rice: 15-5 / 15-0
- Wiempie Mahardi –  Rezandra Putra Hardita: 15-2 / 15-0
- Niels Christian Kaldau –  Achmad Rivai: 15-6 / 15-5
- Muhammad Asykuru –  Andreas Adityawarman: 15-13 / 15-3
- Bao Chunlai –  I Made Citra: 15-0 / 15-1
- Nicholas Kidd –  Xia Xuanze: w.o.
- Agustinus Ekop Sartono –  Allan Tai: w.o.
- Lin Dan –  Zhang Yang: 15-2 / 15-6
- Sairul Amar Ayob –  Andre Kurniawan Tedjono: 15-8 / 15-4
- Nicholas Kidd –  Pei Wee Chung: 14-17 / 15-12 / 15-2
- Wong Choong Hann –  Tommy Sugiarto: 15-5 / 15-4
- Taufik Hidayat –  Yohan Hadikusumo Wiratama: 15-12 / 15-9
- Chen Yu  –  Kennevic Asuncion: 15-8 / 15-4
- Simon Santoso –  Taufiq Hidayat Akbar: 15-11 / 15-3
- Muhammad Hafiz Hashim –  Firmansyah: 15-5 / 15-5
- Kuan Beng Hong –  Park Sung-hwan: 1-15 / 15-12 / 15-7
- Lee Chong Wei –  Raju Rai: 15-9 / 15-1
- Chen Jin –  Siswanto Teguh: 15-0 / 15-4
- Chen Hong –  Hariawan: 15-10 / 15-10
- Alamsyah Yunus –  Agus Hariyanto: 9-15 / 15-13 / 15-12
- Sony Dwi Kuncoro –  Agustinus Ekop Sartono: 15-8 / 15-2
- Wiempie Mahardi –  Niels Christian Kaldau: 17-15 / 15-3
- Bao Chunlai –  Muhammad Asykuru: 15-6 / 15-4
- Lin Dan –  Sairul Amar Ayob: 15-12 / 11-15 / 15-10
- Wong Choong Hann –  Nicholas Kidd: 15-13 / 15-4
- Taufik Hidayat –  Chen Yu: 15-8 / 15-13
- Muhammad Hafiz Hashim –  Simon Santoso: 15-13 / 15-8
- Lee Chong Wei –  Kuan Beng Hong: 15-9 / 15-11
- Chen Hong –  Chen Jin: 15-13 / 15-11
- Sony Dwi Kuncoro –  Alamsyah Yunus: 15-1 / 15-7
- Bao Chunlai –  Wiempie Mahardi: 15-6 / 15-3
- Lin Dan –  Wong Choong Hann: 15-10 / 15-7
- Taufik Hidayat –  Muhammad Hafiz Hashim: 15-12 / 15-7
- Chen Hong –  Lee Chong Wei: 15-11 / 15-9
- Bao Chunlai –  Sony Dwi Kuncoro: 15-5 / 15-2
- Taufik Hidayat –  Lin Dan: 5-15 / 15-5 / 15-11
- Chen Hong –  Bao Chunlai: 6-15 / 15-6 / 15-9
- Taufik Hidayat –  Chen Hong: 15-10 / 15-11

## Dameneinzel

### Qualifikation
- Tieke Ariedaningrum –  Dellis Yuliana: 11-5 / 11-6
- Rhany Christina Sanusi –  Variella Aprilsasi Putri Lejarsari: 8-11 / 11-4 / 11-8

### Hauptrunde
- Fransisca Ratnasari –  Tieke Ariedaningrum: 11-6 / 11-4
- Maria Elfira Christina –  Yuli Marfuah: 11-9 / 13-12
- Cheng Shao-chieh –  Bellaetrix Manuputty: 11-8 / 11-3
- Tomomi Matsuda –  Tan Sandrawati Wijaya: 11-7 / 11-5
- Eriko Hirose –  Evita Rosa: 11-0 / 11-0
- Julia Mann –  Nitya Krishinda Maheswari: 11-9 / 11-4
- Lu Lan –  Yuan Kartika Putri: 11-3 / 11-3
- Holly Yosiana –  Febrina Saputri: 11-9 / 11-9
- Silvi Antarini –  Irma Nuraini: 11-4 / 11-2
- Liu Fan Frances –  Melicia Kurniawan: 11-4 / 11-4
- Ella Diehl –  Feiran Mesawardani: 11-3 / 11-3
- Lee Yun-hwa –  Dian Ayu Mayasari: 11-0 / 11-3
- Adriyanti Firdasari –  Rhany Christina Sanusi: 11-0 / 11-1
- Sutheaswari Mudukasan –  Erli: 11-4 / 11-1
- Yu Hirayama –  Angeline: 11-7 / 11-7
- Eva Lee –  Resti Amalia Nova: 11-3 / 11-7
- Pi Hongyan –  Gilang Vega: 11-0 / 11-1
- Fransisca Ratnasari –  Maria Elfira Christina: 11-6 / 12-13 / 11-7
- Salakjit Ponsana –  Samantha Lintang: 11-3 / 11-1
- Cheng Shao-chieh –  Tomomi Matsuda: 11-5 / 12-13 / 11-8
- Jun Jae-youn –  Aprilia Yuswandari: 11-4 / 11-3
- Eriko Hirose –  Julia Mann: 11-3 / 11-6
- Ling Wan Ting –  Maria Kristin Yulianti: 11-9 / 7-11 / 11-4
- Lu Lan –  Holly Yosiana: 11-2 / 11-2
- Liu Fan Frances –  Silvi Antarini: 11-9 / 11-5
- Tracey Hallam –  Imme Kris Wicaksono: 11-5 / 11-7
- Ella Diehl –  Lee Yun-hwa: 11-5 / 11-3
- Wang Chen –  Rosaria Yusfin Pungkasari: 11-2 / 11-1
- Adriyanti Firdasari –  Sutheaswari Mudukasan: 11-5 / 11-3
- Kanako Yonekura –  Pia Zebadiah: 11-1 / 11-6
- Yu Hirayama –  Eva Lee: 11-2 / 11-2
- Xie Xingfang –  Sylvinna Kurniawan: 11-3 / 11-2
- Fransisca Ratnasari –  Pi Hongyan: 5-11 / 11-7 / 13-12
- Salakjit Ponsana –  Cheng Shao-chieh: 7-11 / 11-1 / 11-2
- Eriko Hirose –  Jun Jae-youn: 13-10 / 13-10
- Lu Lan –  Ling Wan Ting: 11-1 / 11-7
- Tracey Hallam –  Liu Fan Frances: 11-6 / 11-1
- Wang Chen –  Ella Diehl: 11-5 / 11-1
- Kanako Yonekura –  Adriyanti Firdasari: 11-5 / 11-6
- Xie Xingfang –  Yu Hirayama: 11-3 / 11-1
- Salakjit Ponsana –  Fransisca Ratnasari: 8-11 / 11-3 / 11-2
- Eriko Hirose –  Lu Lan: 11-0 / 3-11 / 11-9
- Tracey Hallam –  Wang Chen: 7-11 / 11-4 / 11-5
- Xie Xingfang –  Kanako Yonekura: 11-3 / 11-6
- Eriko Hirose –  Salakjit Ponsana: 2-11 / 11-9 / 11-7
- Xie Xingfang –  Tracey Hallam: 11-4 / 11-4
- Xie Xingfang –  Eriko Hirose: 11-8 / 11-0

## Herrendoppel
- Chan Chong Ming /  Koo Kien Keat –  Satya Adi Nugroho /  Allen Suteja: 15-3 / 15-4
- Hendra Gunawan /  Joko Riyadi –  Muhammad Asykuru /  Benny Jo Putra: 15-1 / 15-8
- Jung Jae-sung /  Lee Jae-jin –  Titon Gustaman /  Restu Basuki Prasetyo: 15-1 / 15-2
- Tan Boon Heong /  Hoon Thien How –  Dommy Allen /  Hadi Nugroho: 15-1 / 15-11
- Khankham Malaythong /  Raju Rai –  I Made Citra /  Tontowi Ahmad: 15-8 / 15-12
- Gu Jian /  Lu Jian –  Hendra /  Daniel Syarief: 15-1 / 15-4
- Alroy Tanama Putra /  Fran Kurniawan –  Mega Berlian Adhitya /  A. Sahibul Wafa: 15-12 / 15-5
- Gito Sugiarto /  Tri Wibowo –  Mohammad Ahsan /  Andhika Hardjanggi: 12-15 / 15-10 / 15-9
- Sigit Gustawan /  Unang Rahmat –  Achmad Rivai /  Tommy Sugiarto: 17-16 / 15-7
- Ong Soon Hock /  Tan Bin Shen –  Davin Prawissa /  Rio Willianto: 15-2 / 15-3
- Karel Mainaky /  Marleve Mainaky –  Verdy Corry Setiawan /  Andik Suryawan: 15-8 / 15-12
- Sigit Budiarto /  Candra Wijaya –  Davis Efraim /  Ade Lukas: 15-0 / 15-12
- Rendra Wijaya /  Yonathan Suryatama Dasuki –  Setia Atmaja Pribadi /  Ronne Maykel Runtolalu: 15-8 / 9-15 / 17-14
- Sho Sasaki /  Shoji Sato –  Doni Prasetyo /  Denny Setiawan: 15-6 / 15-1
- Robert Blair /  Nathan Robertson –  Putra Aditya /  I Made Agung: 15-6 / 15-5
- Zakry Abdul Latif /  Gan Teik Chai –  Chandra Hadi /  Adrian Kusnanto: 12-15 / 15-2 / 15-1
- Alvent Yulianto /  Luluk Hadiyanto –  Markis Kido /  Hendra Setiawan: 15-6 / 17-16
- Hendra Gunawan /  Joko Riyadi –  Chan Chong Ming /  Koo Kien Keat: 15-13 / 2-15 / 15-10
- Liu Kwok Wa /  Albertus Susanto Njoto –  Lingga Lie /  Antok Boni Trinanto: 15-2 / 15-3
- Jung Jae-sung /  Lee Jae-jin –  Tan Boon Heong /  Hoon Thien How: 15-6 / 15-8
- Gu Jian /  Lu Jian –  Khankham Malaythong /  Raju Rai: 15-7 / 15-1
- Chew Choon Eng /  Choong Tan Fook –  Rian Sukmawan /  Yoga Ukikasah: 2-15 / 15-6 / 15-10
- Alroy Tanama Putra /  Fran Kurniawan –  Gito Sugiarto /  Tri Wibowo: 15-3 / 15-8
- Ong Soon Hock /  Tan Bin Shen –  Sigit Gustawan /  Unang Rahmat: 15-11 / 15-1
- Yudi Kurnia /  Ferdy Rusman –  Alfonsus (Btn) /  Sandi: 15-5 / 17-15
- Sigit Budiarto /  Candra Wijaya –  Karel Mainaky /  Marleve Mainaky: 17-15 / 15-4
- Eng Hian /  Flandy Limpele –  Fernando Kurniawan /  Subakti CJ: 15-1 / 15-6
- Sho Sasaki /  Shoji Sato –  Rendra Wijaya /  Yonathan Suryatama Dasuki: 15-7 / 15-9
- Lin Woon Fui /  Fairuzizuan Tazari –  Patapol Ngernsrisuk /  Sudket Prapakamol: 7-15 / 15-7 / 15-10
- Robert Blair /  Nathan Robertson –  Zakry Abdul Latif /  Gan Teik Chai: 15-10 / 17-14
- Cai Yun /  Fu Haifeng –  Sri Hartoko /  Rosi Sugiarto: 15-0 / 15-2
- Ali Rasmara /  Bona Septano –  Sang Yang /  Zheng Bo: w.o.
- Alvent Yulianto /  Luluk Hadiyanto –  Hendra Gunawan /  Joko Riyadi: 15-11 / 15-4
- Liu Kwok Wa /  Albertus Susanto Njoto –  Jung Jae-sung /  Lee Jae-jin: 13-15 / 15-11 / 17-16
- Gu Jian /  Lu Jian –  Ali Rasmara /  Bona Septano: 15-4 / 15-10
- Chew Choon Eng /  Choong Tan Fook –  Alroy Tanama Putra /  Fran Kurniawan: 15-5 / 15-10
- Ong Soon Hock /  Tan Bin Shen –  Yudi Kurnia /  Ferdy Rusman: 15-1 / 15-6
- Eng Hian /  Flandy Limpele –  Sigit Budiarto /  Candra Wijaya: 15-11 / 15-10
- Lin Woon Fui /  Fairuzizuan Tazari –  Sho Sasaki /  Shoji Sato: 15-2 / 15-10
- Cai Yun /  Fu Haifeng –  Robert Blair /  Nathan Robertson: 15-2 / 15-12
- Alvent Yulianto /  Luluk Hadiyanto –  Liu Kwok Wa /  Albertus Susanto Njoto: 15-7 / 15-5
- Chew Choon Eng /  Choong Tan Fook –  Gu Jian /  Lu Jian: 15-7 / 4-15 / 15-8
- Eng Hian /  Flandy Limpele –  Ong Soon Hock /  Tan Bin Shen: 15-6 / 15-6
- Cai Yun /  Fu Haifeng –  Lin Woon Fui /  Fairuzizuan Tazari: 15-2 / 15-12
- Alvent Yulianto /  Luluk Hadiyanto –  Chew Choon Eng /  Choong Tan Fook: 15-7 / 13-15 / 15-3
- Cai Yun /  Fu Haifeng –  Eng Hian /  Flandy Limpele: 17-15 / 15-8
- Alvent Yulianto /  Luluk Hadiyanto –  Cai Yun /  Fu Haifeng: 15-8 / 15-11

## Damendoppel

### Qualifikation
- Dewi Tira Arisandi /  Holly Yosiana –  Krishabella /  Renny Rossy: 15-7 / 13-15 / 15-3
- Lelyana Daisy Chandra /  Meiliana Jauhari –  Dara Aprilia /  Richa Sari Pawestri: 15-3 / 15-9
- Pipit Dian Apsari /  Adelita Firbaya –  Jessica Dewi Lesmana /  Christal Mandagi: 15-6 / 15-7
- Feiran Mesawardani /  Febrina Saputri –  Dewi Tira Arisandi /  Holly Yosiana: 15-3 / 15-13
- Lelyana Daisy Chandra /  Meiliana Jauhari –  Luluk Maria Ulfa /  Fitria Yusnita: 15-5 / 15-5
- Pipit Dian Apsari /  Adelita Firbaya –  Bellaetrix Manuputty /  Samantha Lintang: 15-6 / 15-6
- Erikasari /  Anik Winaningsih –  Mariana Debora /  Nina Marliawati: 15-6 / 15-11

### Hauptrunde
- Yang Wei /  Zhang Jiewen –  Jo Novita /  Lita Nurlita: 13-15 / 15-3 / 15-8
- Aki Akao /  Tomomi Matsuda –  Indira W. Pribadi /  Gilang Vega: 15-3 / 15-2
- Chin Eei Hui /  Wong Pei Tty –  Pipit Dian Apsari /  Adelita Firbaya: 15-8 / 15-6
- Siti Mahiroh /  Mona Santoso –  Lelyana Daisy Chandra /  Meiliana Jauhari: 15-7 / 15-13
- Ella Tripp /  Joanne Nicholas –  Nitya Krishinda Maheswari /  Pia Zebadiah: 15-5 / 15-13
- Tracey Hallam /  Natalie Munt –  Jane David /  Dining: 15-11 / 15-9
- Ha Jung-eun /  Lee Kyung-won –  Irma Nuraeni /  Tan Sandrawati Wijaya: 15-2 / 15-1
- Duanganong Aroonkesorn /  Kunchala Voravichitchaikul –  Apriliana Rintan /  Purwati: 15-5 / 15-10
- Natalia Poluakan /  Rani Mundiasti –  Eva Lee /  Mesinee Mangkalakiri: 15-1 / 15-2
- Gail Emms /  Donna Kellogg –  Chor Hooi Yee /  Lim Pek Siah: 15-7 / 15-7
- Li Wing Mui /  Wong Man Ching –  Meidiyani /  Nadya Melati: 11-15 / 15-9 / 15-6
- Zhang Dan /  Zhang Yawen –  Hwang Yu-mi /  Lee Hyo-jung: 15-7 / 8-15 / 15-6
- Du Jing /  Yu Yang –  Lily Siswanti /  Yulianti CJ: 15-1 / 15-3
- Jiang Yanmei /  Li Yujia –  Erikasari /  Anik Winaningsih: 15-0 / 15-0
- Heni Budiman /  Greysia Polii –  Fong Chew Yen /  Mooi Hing Yau: 15-11 / 15-9
- Salakjit Ponsana /  Saralee Thungthongkam –  Feiran Mesawardani /  Febrina Saputri: 15-4 / 15-6
- Yang Wei /  Zhang Jiewen –  Aki Akao /  Tomomi Matsuda: 15-5 / 15-8
- Chin Eei Hui /  Wong Pei Tty –  Siti Mahiroh /  Mona Santoso: 15-13 / 15-5
- Tracey Hallam /  Natalie Munt –  Ella Tripp /  Joanne Nicholas: 9-15 / 15-9 / 15-9
- Ha Jung-eun /  Lee Kyung-won –  Duanganong Aroonkesorn /  Kunchala Voravichitchaikul: 15-7 / 15-2
- Zhang Dan /  Zhang Yawen –  Li Wing Mui /  Wong Man Ching: 15-3 / 15-3
- Du Jing /  Yu Yang –  Jiang Yanmei /  Li Yujia: 15-6 / 15-9
- Salakjit Ponsana /  Saralee Thungthongkam –  Heni Budiman /  Greysia Polii: 15-11 / 15-2
- Natalia Poluakan /  Rani Mundiasti –  Gail Emms /  Donna Kellogg: w.o.
- Yang Wei /  Zhang Jiewen –  Chin Eei Hui /  Wong Pei Tty: 15-5 / 15-7
- Ha Jung-eun /  Lee Kyung-won –  Tracey Hallam /  Natalie Munt: 15-10 / 15-9
- Zhang Dan /  Zhang Yawen –  Natalia Poluakan /  Rani Mundiasti: 15-1 / 15-11
- Du Jing /  Yu Yang –  Salakjit Ponsana /  Saralee Thungthongkam: 15-8 / 15-10
- Yang Wei /  Zhang Jiewen –  Ha Jung-eun /  Lee Kyung-won: 15-3 / 15-5
- Zhang Dan /  Zhang Yawen –  Du Jing /  Yu Yang: 13-15 / 15-8 / 17-14
- Yang Wei /  Zhang Jiewen –  Zhang Dan /  Zhang Yawen: 15-10 / 15-5

## Mixed

### Qualifikation
- Satya Adi Nugroho /  Dewi Tira Arisandi –  Antok Boni Trinanto /  Dining: 15-7 / 15-2
- Yudi Kurnia /  Aprilia Yuswandari –  Hendra /  Nina Marliawati: 15-9 / 15-7
- Bona Septano /  Meidiyani –  Doni Prasetyo /  Dara Aprilia: 15-9 / 15-13
- Lingga Lie /  Yulianti CJ –  Unang Rahmat /  Indarti Issolina: 11-15 / 15-10 / 15-10
- Alroy Tanama Putra /  Meiliana Jauhari –  Rosi Sugiarto /  Irma Nuraeni: 15-8 / 15-8
- Satya Adi Nugroho /  Dewi Tira Arisandi –  Fran Kurniawan /  Pipit Dian Apsari: 13-15 / 15-8 / 15-2
- Rio Willianto /  Nadya Melati –  Yudi Kurnia /  Aprilia Yuswandari: 15-9 / 15-5
- Bona Septano /  Meidiyani –  Putra Aditya /  Mariana Debora: 15-4 / 10-15 / 15-10
- Alroy Tanama Putra /  Meiliana Jauhari –  Lingga Lie /  Yulianti CJ: 15-9 / 15-9

### Hauptrunde
- Nathan Robertson /  Gail Emms –  A. Sahibul Wafa /  Siti Mahiroh: 15-5 / 15-5
- Hendri Kurniawan Saputra /  Li Yujia –  Albertus Susanto Njoto /  Li Wing Mui: 15-3 / 15-13
- Lee Jae-jin /  Lee Hyo-jung –  Muhammad Rizal /  Endang Nursugianti: 15-4 / 15-6
- Fairuzizuan Tazari /  Mooi Hing Yau –  Denny Setiawan /  Richa Sari Pawestri: 15-7 / 15-11
- Satya Adi Nugroho /  Dewi Tira Arisandi –  Andhika Hardjanggi /  Indira W. Pribadi: 15-5 / 15-1
- Nova Widianto /  Liliyana Natsir –  Bona Septano /  Meidiyani: 15-6 / 15-6
- Devin Lahardi Fitriawan /  Eny Widiowati –  Lu Jian /  Du Jing: 15-13 / 15-3
- Jung Jae-sung /  Hwang Yu-mi –  Mega Berlian Adhitya /  Mona Santoso: 15-4 / 15-4
- Anggun Nugroho /  Tetty Yunita –  Alroy Tanama Putra /  Meiliana Jauhari: 15-5 / 15-1
- Kennevic Asuncion /  Kennie Asuncion –  Gu Jian /  Yu Yang: 15-12 / 15-10
- Robert Blair /  Natalie Munt –  Khankham Malaythong /  Mesinee Mangkalakiri: 15-3 / 15-3
- Anthony Clark /  Donna Kellogg –  Xie Zhongbo /  Zhang Yawen: 15-4 / 15-7
- Koo Kien Keat /  Wong Pei Tty –  Titon Gustaman /  Lelyana Daisy Chandra: 15-8 / 15-1
- Liu Kwok Wa /  Wong Man Ching –  Rio Willianto /  Nadya Melati: 15-6 / 10-15 / 15-10
- Sudket Prapakamol /  Saralee Thungthongkam –  Bambang Suprianto /  Emma Ermawati: 15-12 / 12-15 / 15-2
- Zhang Jun /  Gao Ling –  Ong Ewe Hock /  Sutheaswari Mudukasan: w.o.
- Lee Jae-jin /  Lee Hyo-jung –  Fairuzizuan Tazari /  Mooi Hing Yau: 15-8 / 15-5
- Zhang Jun /  Gao Ling –  Satya Adi Nugroho /  Dewi Tira Arisandi: 15-3 / 15-1
- Nova Widianto /  Liliyana Natsir –  Devin Lahardi Fitriawan /  Eny Widiowati: 15-7 / 15-9
- Anggun Nugroho /  Tetty Yunita –  Jung Jae-sung /  Hwang Yu-mi: 10-15 / 15-8 / 15-12
- Robert Blair /  Natalie Munt –  Kennevic Asuncion /  Kennie Asuncion: 17-15 / 15-5
- Koo Kien Keat /  Wong Pei Tty –  Anthony Clark /  Donna Kellogg: 15-13 / 15-5
- Sudket Prapakamol /  Saralee Thungthongkam –  Liu Kwok Wa /  Wong Man Ching: 15-4 / 15-3
- Hendri Kurniawan Saputra /  Li Yujia –  Nathan Robertson /  Gail Emms: w.o.
- Hendri Kurniawan Saputra /  Li Yujia –  Lee Jae-jin /  Lee Hyo-jung: 15-12 / 6-15 / 15-10
- Zhang Jun /  Gao Ling –  Nova Widianto /  Liliyana Natsir: 7-15 / 15-9 / 17-15
- Robert Blair /  Natalie Munt –  Anggun Nugroho /  Tetty Yunita: 15-12 / 13-15 / 15-12
- Koo Kien Keat /  Wong Pei Tty –  Sudket Prapakamol /  Saralee Thungthongkam: 15-11 / 15-6
- Zhang Jun /  Gao Ling –  Hendri Kurniawan Saputra /  Li Yujia: 15-10 / 15-8
- Robert Blair /  Natalie Munt –  Koo Kien Keat /  Wong Pei Tty: 15-11 / 3-15 / 15-8
- Zhang Jun /  Gao Ling –  Robert Blair /  Natalie Munt: 15-9 / 15-9